# Малышкино (Владимирская область)
Малышкино — деревня в Гусь-Хрустальном районе Владимирской области России, входит в состав муниципального образования «Посёлок Великодворский».

## География
Деревня расположена на берегу речки Дандур в 4 км на восток от центра поселения посёлка Великодворский и в 48 км на юг от Гусь-Хрустального.

## История
В XIX — начале XX века деревня входила в состав Парахинской волости Касимовского уезда Рязанской губернии, с 1926 года — в составе Гусевского уезда Владимирской губернии. В 1859 году в селе числилось 14 дворов, в 1905 году — 65 дворов, в 1926 году — 101 дворов.
С 1929 года деревня входила в состав Великодворского сельсовета Гусь-Хрустального района, с 1935 года — в составе Курловского района, с 1963 года — в составе Гусь-Хрустального района, с 1977 года — в составе Парахинского сельсовета, с 2005 года — в составе муниципального образования «Посёлок Великодворский».

## Население
| 1859 | 1905 | 1926 | 2002 | 2010 | 2021 |
| ---- | ---- | ---- | ---- | ---- | ---- |
| 153  | ↗372 | ↗557 | ↘10  | ↗12  | ↘6   |